# 이세함 (조선)
이세함(李世諴, ? - ?) 또는 이세성(李世誠)은 조선 중기의 무신, 군인으로 본관은 우계이다. 황해도 연안군 출신.
아버지는 사헌부대사헌을 지낸 이식(李植)이고 어머니는 김해김씨로 진사 김함손(金咸孫)의 딸이다. 증조부는 이경생(李景生)으로 그의 대에 황해도 연안군에 정착하였다.
무과(武科)에 급제, 훈련원주부와 군기감주부, 사헌부감찰 등을 거쳐 1583년(선조 17) 당시 어모장군이었다. 최종 관직은 절충장군 첨지중추부상 이르렀다.
묘소는 연안군 삼둔오리(三屯五里) 손좌 합분으로 된 부모 묘 아래 계좌(癸坐)에 있다.

## 가족 관계
- 할아버지 : 이곤(李崑)
  - 숙부 : 이지(李枝)
- 아버지 : 이식(李植)
- 어머니 : 김해김씨, 진사 김함손(金咸孫)의 딸
  - 동생 : 이세근(李世謹)
  - 동생 : 이세겸(李世謙)
  - 동생 : 이세영(李世榮)
  - 동생 : 이세광(李世光), 무과 첨정
- 부인 : 강화이씨
  - 아들 : 이대진(李大振)
  - 아들 : 이대용(李大用, 1551년 ~ ?)
    - 손자 : 이욱(李郁)
      - 증손 : 이창(李昌, 1618년 ~ ?)

    - 손녀사위 : 심계(沈溪), 청송인

## 같이 보기
- 이대용
- 이창